# Régis Rothenbühler
Régis Rothenbühler (ur. 11 października 1970) – szwajcarski piłkarz grający na pozycji lewego obrońcy lub pomocnika.

## Kariera klubowa
Karierę zawodniczą Rothenbühler rozpoczął w klubie Neuchâtel Xamax. W sezonie 1988/1989 zadebiutował w jego barwach w pierwszej lidze szwajcarskiej. W pierwszym składzie tego klubu zaczął grywać w sezonie 1990/1991, ale latem 1993 roku odszedł do drużyny Servette FC. Zespół ten w sezonie 1993/1994 wywalczył mistrzostwo Szwajcarii, jednak jeszcze w trakcie jego trwania Régis powrócił do Neuchâtel. Tam spędził 5,5 roku, ale nie osiągnął żadnych znaczących sukcesów. W 1999 roku przeszedł do AC Lugano. Tam występował przez pełne trzy sezony, aż w 2002 roku został piłkarzem trzecioligowego FC Chiasso, który na koniec sezonu wywalczył awans do drugiej ligi. Zimą 2003 Rothenbühler zmienił jednak barwy klubowe i przez pół roku występował w FC Luzern. Latem zaczął grać w drugoligowym Malcantone Agno, a już w 2004 roku był piłkarzem GC Biaschesi. Od początku 2005 do lata 2006 roku występował w FC Fribourg i w jego barwach zakończył piłkarską karierę.

## Kariera reprezentacyjna
W reprezentacji Szwajcarii Rothenbühler zadebiutował 25 marca 1992 roku w przegranym 1:2 towarzyskim meczu z Irlandią. W 1996 roku został powołany przez selekcjonera Artura Jorge do kadry na ten turniej. Tam był rezerwowym i nie wystąpił w żadnym ze spotkań Helwetów. Ostatni mecz w kadrze narodowej rozegrał w listopadzie 2000 przeciwko Tunezji (1:1), a łącznie rozegrał w niej 19 spotkań.